# Dengeki PlayStation
Dengeki PlayStation (電撃 PlayStation) est un magazine de jeux vidéo japonais publié par ASCII Media Works.
Le premier magazine est publié en 16 décembre 1994 sous forme d'édition spéciale du magazine Dengeki G. Le premier numéro est publié officiellement le 10 janvier 1995. Dengeki PlayStation totalise 686 numéros et a cessé de paraître le 28 mars 2020,. Dengeki PlayStation continue son activité à travers le site Dengeki Online.